# Élections législatives suédoises de 2014
Des élections législatives ont eu lieu en Suède le 14 septembre 2014 pour renouveler les 349 membres du Riksdag (Chambre unique du Parlement), le même jour que des élections pour les assemblées délibérantes des comtés et des municipalités.

## Système électoral
Les élections pour le renouvellement des 349 députés du Riksdag ont lieu en deux temps. Premièrement, 310 députés sont élus à la proportionnelle lors d'un scrutin de listes permettant le vote préférentiel dans chacune des 29  circonscriptions du pays. Deuxièmement, les 39 autres députés, appelés compensatoires, sont attribués aux différents partis en vue de leur assurer la représentativité la plus exacte possible au niveau national.

## Contexte

### Alliance pour la Suède
Lors des élections générales de 2010, les Modérés arrive une nouvelle fois second, mais son leader Fredrik Reinfeldt parvient à conserver le poste de premier ministre, notamment grâce à l'appui des trois autres membres de l'Alliance : le Parti du peuple, le Parti du centre et les Chrétiens-démocrates. L'Alliance a néanmoins dû former un gouvernement minoritaire, ayant perdu sa majorité au Riksdag à deux sièges près. Pour les élections de 2014, les quatre partis de l'Alliance ont déclaré reconduire leur collaboration.

### Rouges-verts
En 2010, le Parti social-démocrate était allié aux Verts et au Parti de gauche au sein d'une coalition rouge-verte. Bien qu'ils soient arrivés en tête en nombre de voix et de sièges, les Sociaux-démocrates sont battus, comme ils l'avaient été en 2006. L'alliance rouge-verte est dissoute deux mois après les élections et ne semble pas prête d'être recréée à en croire la députée écologiste Mikaela Valtersson (en). Stefan Löfven, ancien président du syndicat IF Metall (en) et chef des Sociaux-démocrates depuis janvier 2012, a par ailleurs déclaré que son parti n'excluait pas une collaboration avec le Parti du centre et les libéraux du Parti du peuple.

### Autres partis
Lors des élections de 2010, les Démocrates de Suède récoltent un peu plus de 5 % des voix, ce qui leur permet d'entrer pour la première fois au Parlement. Cette montée en puissance du parti d'extrême droite se confirme lors des élections européennes de 2014, lors desquelles il reçoit près de 10 % des suffrages exprimés et envoie deux élus au Parlement européen.
Ces élections voient également une forte progression de l'Initiative féministe, qui fait plus que doubler son score par rapport au précédent scrutin européen et obtient un siège au Parlement européen.

## Partis et candidats
| Parti | Parti                                   | Chef de file                                                      | Résultat en 2010 | Résultat en 2010 | Slogan                                                                                           |
| ----- | --------------------------------------- | ----------------------------------------------------------------- | ---------------- | ---------------- | ------------------------------------------------------------------------------------------------ |
|       | Parti social démocrate (S)              | Stefan Löfven                                                     | 30,66 %          | 112              | Ett bättre Sverige. För alla. (Une Suède meilleure. Pour tous.)                                  |
|       | Modérés (M)                             | Fredrik Reinfeldt Premier ministre                                | 30,06 %          | 107              | Alla behövs (Tous nécessaires)                                                                   |
|       | Parti de l'environnement Les Verts (MP) | Åsa Romson et Gustav Fridolin Députés                             | 7,34 %           | 25               | Politiken måste bli varmare. Inte klimatet. (La politique doit être plus chaude. Pas le climat.) |
|       | Parti du peuple - Les Libéraux (FP)     | Jan Björklund Ministère de l'Éducation                            | 7,06 %           | 24               | Feminism utan socialism (Féminisme sans socialisme)                                              |
|       | Parti du centre (C)                     | Annie Lööf Ministre des entreprises                               | 6,56 %           | 23               | Närodlad politik (Politique cultivée localement)                                                 |
|       | Démocrates de Suède (SD)                | Jimmie Åkesson Député                                             | 5,70 %           | 20               | Förändring på riktigt! (Le changement pour de vrai)                                              |
|       | Parti de gauche (V)                     | Jonas Sjöstedt Député                                             | 5,60 %           | 19               | Välfärden är inte till salu (Le bien-être n'est pas à vendre)                                    |
|       | Chrétiens-démocrates (KD)               | Göran Hägglund Ministre de la santé et des affaires sociales      | 5,60 %           | 19               | Värna patienterna, inte landstingen (Protéger les patients, pas les conseils de comté)           |
|       | Initiative féministe (F!)               | Gudrun Schyman, Stina Svensson (en), Sissela Nordling Blanco (en) | 0,4 %            | 0                |                                                                                                  |

## Sondages
| Institut              | Date           | V      | S       | MP      | C      | FP     | KD     | M       | SD     | F!     | Autres |
| --------------------- | -------------- | ------ | ------- | ------- | ------ | ------ | ------ | ------- | ------ | ------ | ------ |
| Institut              | Date           |        |         |         |        |        |        |         |        |        |        |
| United Minds          | septembre 2014 | 5,7 %  | 31,1 %  | 8,7 %   | 5,8 %  | 5,5 %  | 5,4 %  | 22,8 %  | 11,1 % | 2,9 %  | 3,3%   |
| YouGov                | septembre 2014 | 6,8 %  | 29,5 %  | 8,0 %   | 6,4 %  | 6,2 %  | 5,8 %  | 21,2 %  | 11,1 % | 4,0 %  | 1,1 %  |
| Sifo                  | septembre 2014 | 6,8 %  | 30,4 %  | 10,3 %  | 7,0 %  | 7,2 %  | 4,5 %  | 22,6 %  | 8,9 %  | 1,6 %  | 0,8%   |
| Novus                 | septembre 2014 | 7,2 %  | 30,0 %  | 9,9 %   | 5,1 %  | 6,2 %  | 4,8 %  | 22,4 %  | 10,4 % | 2,6 %  | 1,3 %  |
| YouGov                | septembre 2014 | 6,7 %  | 32,2 %  | 8,0 %   | 4,4 %  | 6,6 %  | 5,2 %  | 21,1 %  | 11,3 % | 3,0 %  | 1,5%   |
| Sifo                  | septembre 2014 | 7,5 %  | 27,0 %  | 10,5 %  | 4,7 %  | 9,4 %  | 5,3 %  | 22,1 %  | 10,4 % | 1,8 %  | 2,2 %  |
| Ipsos                 | août 2014      | 7,1 %  | 30,2 %  | 9,6 %   | 4,4 %  | 6,3 %  | 4,5 %  | 21,7 %  | 9,1 %  | 4,0 %  | 1,3%   |
| Novus                 | août 2014      | 7,4 %  | 29,7 %  | 11,0 %  | 5,3 %  | 6,4 %  | 4,4 %  | 23,3 %  | 10,6 % | 2,1 %  | 1,0 %  |
| United Minds          | août 2014      | 6,8 %  | 31,3 %  | 8,4 %   | 5,7 %  | 7,2 %  | 5,1 %  | 21,1 %  | 10,2 % | 2,9 %  | 1,3%   |
| Sifo                  | août 2014      | 6,1 %  | 29,0 %  | 11,0 %  | 5,8 %  | 5,9 %  | 4,5 %  | 22,6 %  | 11,0 % | 2,9 %  | 1,2 %  |
| United Minds          | août 2014      | 7,0 %  | 30,0 %  | 9,0 %   | 4,4 %  | 6,3 %  | 4,8 %  | 22,4 %  | 11,5 % | 3,4 %  | 1,2%   |
| Novus                 | août 2014      | 6,7 %  | 32,2 %  | 10,6 %  | 6,0 %  | 6,8 %  | 4,3 %  | 21,3 %  | 8,9 %  | 2,7 %  | 0,5 %  |
| Ipsos                 | août 2014      | 6,6 %  | 32,1 %  | 10,1 %  | 5,1 %  | 6,4 %  | 4,0 %  | 22,1 %  | 9,6 %  | 3,0 %  | 1,0%   |
| Sifo                  | août 2014      | 7,5 %  | 30,9 %  | 10,3 %  | 5,5 %  | 6,0 %  | 4,3 %  | 22,2 %  | 10,1 % | 2,3 %  | 0,9 %  |
| Demoskop              | août 2014      | 6,5 %  | 29,9 %  | 9,8 %   | 4,7 %  | 5,6 %  | 3,6 %  | 23,4 %  | 12,2 % | 3,0 %  |        |
| Ipsos                 | août 2014      | 7,0 %  | 31,8 %  | 11,6 %  | 4,0 %  | 6,5 %  | 4,3 %  | 20,8 %  | 9,4 %  | 3,4 %  |        |
| United Minds          | août 2014      | 6,9 %  | 29,7 %  | 9,9 %   | 5,6 %  | 7,9 %  | 4,6 %  | 20,8 %  | 10,9 % | 2,3 %  |        |
| SIFO                  | août 2014      | 7,9 %  | 30,3 %  | 11,1 %  | 3,8 %  | 6,7 %  | 3,4 %  | 24,6 %  | 10,1 % | 2,0 %  | 2,2 %  |
| Sentio                | août 2014      | 7,3 %  | 30,1 %  | 8,3 %   | 4,7 %  | 5,6 %  | 4,7 %  | 21,2 %  | 11,8 % | 4,0 %  | 2,2 %  |
| United Minds          | août 2014      | 7,2 %  | 29,6 %  | 9,8 %   | 5,2 %  | 7,5 %  | 4,3 %  | 19,8 %  | 11,6 % | 2,9 %  | 2,1 %  |
| YouGov                | août 2014      | 6,6 %  | 30,3 %  | 9,4 %   | 5,2 %  | 6,0 %  | 5,0 %  | 23,4 %  | 9,3 %  | 3,6 %  | 1,2 %  |
| Sifo                  | août 2014      | 6,6 %  | 30,7 %  | 11,4 %  | 4,6 %  | 6,1 %  | 4,3 %  | 23,9 %  | 9,0 %  | 2,6 %  | 0,8 %  |
| YouGov                | juillet 2014   | 7,8 %  | 30,7 %  | 10,4 %  | 5,4 %  | 7,0 %  | 4,5 %  | 21,8 %  | 8,4 %  | 2,6 %  | 1,2 %  |
| Novus                 | juillet 2014   | 7,3 %  | 31,8 %  | 9,9 %   | 5,8 %  | 6,1 %  | 4,2 %  | 22,4 %  | 8,8 %  | 2,6 %  | 1,1 %  |
| Sentio                | juillet 2014   | 8,5 %  | 29,9 %  | 8,3 %   | 3,7 %  | 6,1 %  | 5,5 %  | 20,8 %  | 13,5 % |        | 3,7 %  |
| Demoskop              | juillet 2014   | 7,2 %  | 31,5 %  | 13,6 %  | 4,5 %  | 6,5 %  | 4,2 %  | 19,4 %  | 9,2 %  | 2,8 %  | 1,1 %  |
| United Minds          | juillet 2014   | 7,5 %  | 28,0 %  | 11,9 %  | 4,8 %  | 5,0 %  | 4,4 %  | 22,8 %  | 10,5 % | 4,0 %  | 1,1 %  |
| SIFO                  | juin 2014      | 9,0 %  | 27,0 %  | 13,0 %  | 5,0 %  | 6,0 %  | 4,0 %  | 20,0 %  | 11,0 % | 5,0 %  | -      |
| Ipsos                 | juin 2014      | 7,4 %  | 31,1 %  | 11,3 %  | 5,6 %  | 6,3 %  | 3,3 %  | 20,5 %  | 9,6 %  | 3,7 %  | 1,2 %  |
| Novus                 | juin 2014      | 6,7 %  | 32,1 %  | 11,3 %  | 5,6 %  | 6,8 %  | 4,4 %  | 21,2 %  | 8,3 %  | 2,9 %  | 0,7 %  |
| Skop                  | juin 2014      | 6,7 %  | 31,9 %  | 12,0 %  | 4,9 %  | 7,3 %  | 3,2 %  | 24,2 %  | 7,9 %  | 1,8 %  | -      |
| Sentio                | juin 2014      | 6,3 %  | 34,0 %  | 9,7 %   | 4,8 %  | 5,6 %  | 3,6 %  | 23,0 %  | 12,5 % | -      | 0,5 %  |
| Sifo                  | juin 2014      | 6,4 %  | 29,4 %  | 13,0 %  | 5,5 %  | 6,8 %  | 3,5 %  | 21,2 %  | 9,0 %  | 3,4 %  | 1,8 %  |
| United Minds          | juin 2014      | 9,5 %  | 30,8 %  | 11,2 %  | 3,5 %  | 5,8 %  | 4,9 %  | 19,7 %  | 11,3 % | 2,1 %  | 1,2 %  |
| Yougov                | juin 2014      | 8,5 %  | 31,2 %  | 8,3 %   | 4,8 %  | 5,1 %  | 5,0 %  | 24,8 %  | 8,2 %  | 3,6 %  | 0,5 %  |
| Demoskop              | juin 2014      | 8,1 %  | 29,1 %  | 13,0 %  | 5,3 %  | 5,7 %  | 4,8 %  | 18,5 %  | 10,0 % | 4,4 %  | 1,1 %  |
| Élections européennes | 25/05/2014     | 6,30 % | 24,19 % | 15,41 % | 6,49 % | 9,91 % | 5,93 % | 13,65 % | 9,67 % | 5,49 % |        |
| Dagens Nyheter        | mai 2014       | 8,7 %  | 31,3 %  | 10,2 %  | 4,3 %  | 5,8 %  | 4,5 %  | 22,6 %  | 7,8 %  | 3,9 %  | 0,9 %  |
| Novus                 | mai 2014       | 8,3 %  | 32,4 %  | 10,1 %  | 3,9 %  | 6,0 %  | 4,2 %  | 24,3 %  | 7,7 %  | 2,1 %  | 1,0 %  |
| Statistics Sweden     | mai 2014       | 8,0 %  | 35,3 %  | 8,0 %   | 4,9 %  | 5,3 %  | 3,9 %  | 22,7 %  | 8,1 %  | 2,5 %  | 1,3 %  |
| Novus                 | mars 2014      | 6,5 %  | 34,3 %  | 9,2 %   | 3,6 %  | 6,3 %  | 3,9 %  | 25,1 %  | 9,3 %  |        | 1,8 %  |
| Sentio                | mars 2014      | 9,1 %  | 33,2 %  | 8,3 %   | 4,0 %  | 5,1 %  | 2,7 %  | 22,7 %  | 13,1 % |        | 1,8 %  |
| YouGov                | mars 2014      | 8,3 %  | 33,0 %  | 8,6 %   | 4,6 %  | 5,2 %  | 3,9 %  | 23,7 %  | 11,5 % |        | 1,2 %  |
| Demoskop              | mars 2014      | 8,4 %  | 32,7 %  | 12,5 %  | 3,6 %  | 5,1 %  | 3,3 %  | 22,6 %  | 10,0 % |        | 1,8 %  |
| United Minds          | mars 2014      | 7,0 %  | 33,0 %  | 10,4 %  | 4,8 %  | 6,7 %  | 3,5 %  | 22,7 %  | 9,4 %  |        | 2,5 %  |

En italique sont indiqués les partis ne dépassant pas le seuil de 4 % pour obtenir des sièges.

## Campagne

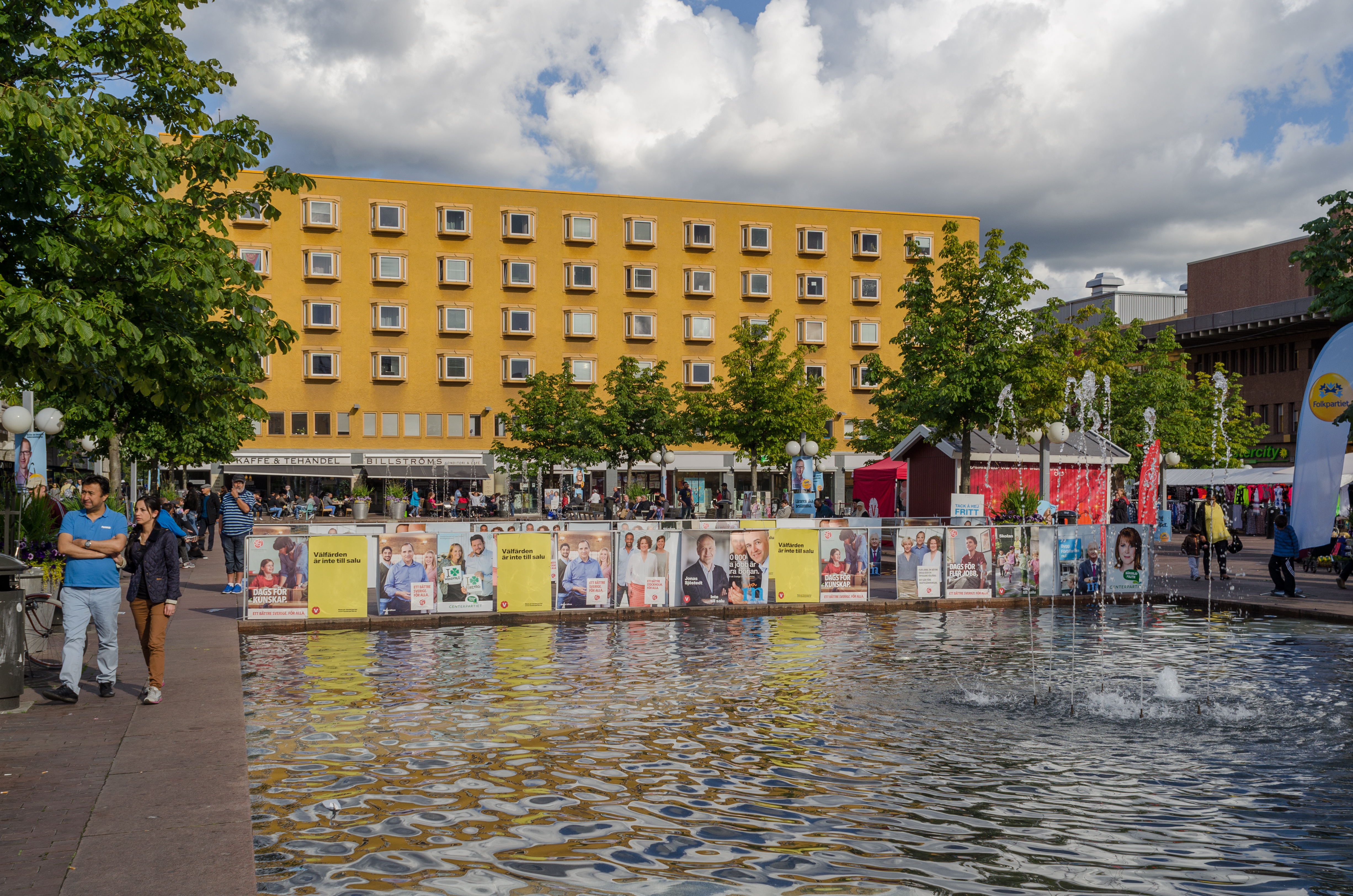
Affiches électorales à Skärholmen, dans la banlieue sud de Stockholm, en août 2014.

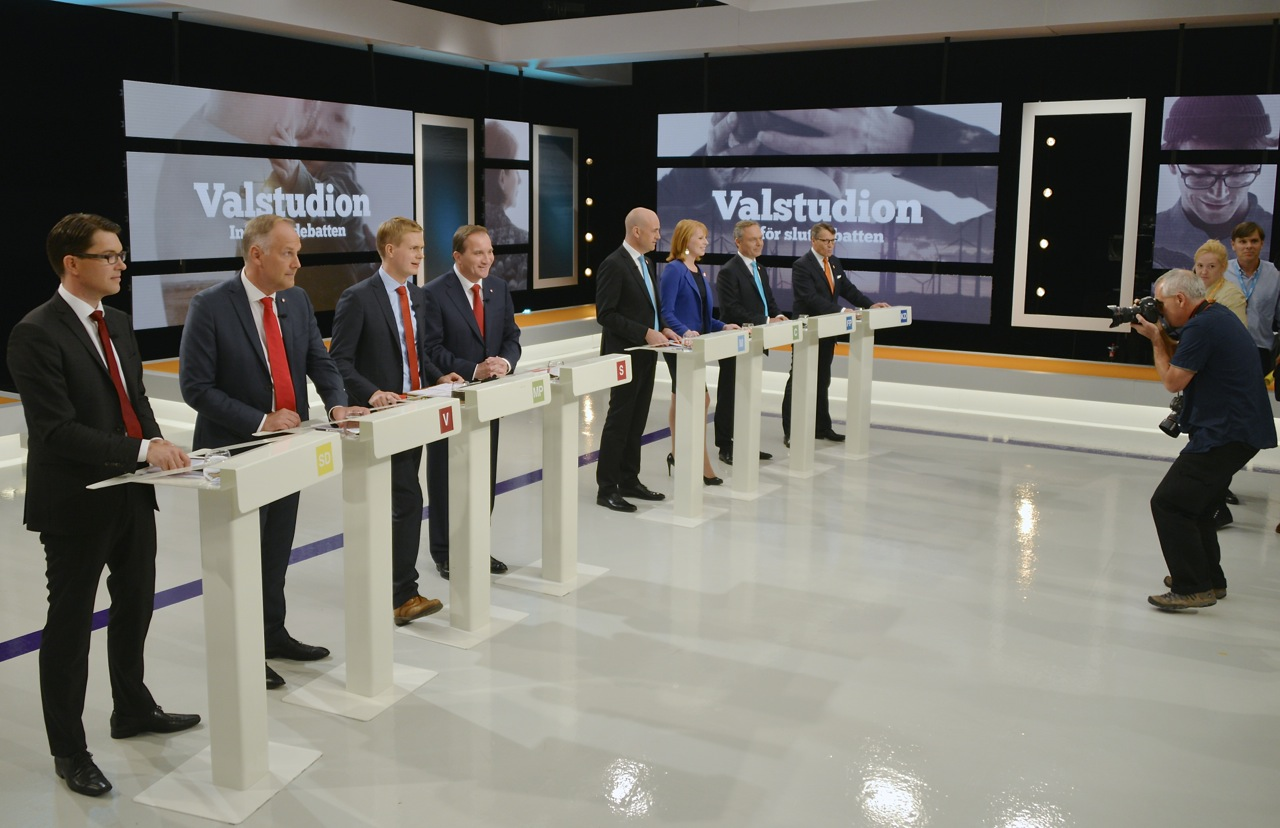
Les leaders des huit partis présents dans le Riksdag sortant lors d'un débat télévisé, le 12 septembre 2014.

### Incendies d'août 2014
Les premiers jours du mois d'août 2014 sont marqués par un vaste feu de forêt dans la région du Västmanland, qualifié par certains médias suédois comme « le plus grand de l'époque moderne ». La gestion de la crise par le Premier ministre Fredrik Reinfeldt fait l'objet de critiques : le Svenska Dagbladet (troisième journal en termes de tirage du pays) lui reproche « d'avoir attendu sept jours » avant de se rendre sur les lieux, tandis que le plus grand tabloïd du pays, Aftonbladet, explique que la catastrophe a permis de prouver que les services d'urgence suédois n'étaient pas adéquats.

### Énergie nucléaire
La coalition gouvernementale sortante a déjà voté en 2010 le remplacement de dix centrales nucléaires anciennes par des réacteurs de quatrième génération. Ce texte autorise le remplacement des réacteurs actuels par des réacteurs plus modernes lorsque ceux-ci sont en fin de vie. Le 14 août 2014, le ministre de l'éducation et de la recherche Jan Björklund, membre du FP, annonce un projet de nouveau réacteur de quatrième génération. Le MP a aussitôt annoncé son refus de participer à une coalition gouvernementale favorable à ce nouveau projet

### Privatisations
Le gouvernement Reinfeldt a durant ses deux mandats accéléré le rythme des privatisations débutées dans les années 1980. Or parmi les entreprises concernées, l'activité de certaines est relative à des secteurs de l'État-providence, tels que l'école et la santé. À la suite du scandale quant à la gestion par une de ces entreprises d'une maison de retraite dans la banlieue de Stockholm, le Parti de gauche exige que les bénéfices de ces entreprises soient entièrement réinvestis et non pas encaissés par ces dernières, et en fait une condition sine qua non de son soutien au futur gouvernement.
Les Modérés défend quant à eux, le rôle des PME dans ce secteur et promettent de s'attaquer à l'optimisation fiscale, alors que les sociaux-démocrates exigent une plus grande transparence dans les comptes de ces entreprises.

## Résultats
|                           |                                         |           |       |      |        |               |  |  |  |
| Parti                     | Parti                                   | Votes     | %     | +/−  | Sièges | +/−           |  |  |  |
|                           | Parti social-démocrate (S)              | 1 932 711 | 31,01 | 0,35 | 113    | 1             |  |  |  |
|                           | Modérés (M)                             | 1 453 517 | 23,33 | 6,74 | 84     | 23            |  |  |  |
|                           | Démocrates de Suède (SD)                | 801 178   | 12,86 | 7,16 | 49     | 29            |  |  |  |
|                           | Parti de l'environnement Les Verts (MP) | 429 275   | 6,89  | 0,45 | 25     | en stagnation |  |  |  |
|                           | Parti du centre (C)                     | 380 937   | 6,11  | 0,44 | 22     | 1             |  |  |  |
|                           | Parti de gauche (V)                     | 356 331   | 5,72  | 0,11 | 21     | 2             |  |  |  |
|                           | Parti du peuple - Les Libéraux (FP)     | 337 773   | 5,42  | 1,63 | 19     | 5             |  |  |  |
|                           | Chrétiens-démocrates (KD)               | 284 806   | 4,57  | 1,03 | 16     | 3             |  |  |  |
|                           | Initiative féministe (F!)               | 194 719   | 3,12  | 2,72 | 0      | en stagnation |  |  |  |
|                           | Parti pirate (PP)                       | 26 515    | 0,43  | 0,22 | 0      | en stagnation |  |  |  |
|                           | Autres                                  | 33 811    | 0,54  | -    | 0      | en stagnation |  |  |  |
|                           |                                         |           |       |      |        |               |  |  |  |
|                           | Rouges-verts (S-MP-V)                   | 2 718 317 | 43,62 | 0,02 | 159    | 3             |  |  |  |
|                           | Alliance pour la Suède (M-C-FP-KD)      | 2 457 033 | 39,42 | 9,85 | 141    | 32            |  |  |  |
|                           | Démocrates de Suède (SD)                | 801 178   | 12,86 | 7,16 | 49     | 29            |  |  |  |
|                           |                                         |           |       |      |        |               |  |  |  |
| Votes valides             | Votes valides                           | 6 231 573 | 99,08 |      |        |               |  |  |  |
| Votes blancs et invalides | Votes blancs et invalides               | 58 443    | 0,92  |      |        |               |  |  |  |
| Total                     | Total                                   | 6 290 016 | 100   | -    | 349    | en stagnation |  |  |  |
| Abstentions               | Abstentions                             | 1 040 416 | 14,19 |      |        |               |  |  |  |
| Inscrits / participation  | Inscrits / participation                | 7 330 432 | 85,81 |      |        |               |  |  |  |

## Après le scrutin
En décembre 2014, la tenue d'une élection législative extraordinaire fut envisagée en Suède pour l'année suivante, à l'occasion d'une crise politique où le nouveau gouvernement Löfven, minoritaire, vit son projet de budget battu par celui de l'opposition. L'élection fut annoncée pour le 22 mars 2015, mais un pacte fut trouvé juste avant la parution du décret. Le pacte permet aux deux coalitions de gauche et de droite (excluant les Démocrates de Suède) de ne pas provoquer de crise majeure pour les deux législatures à venir, et de se partager le pouvoir jusqu'en 2022. « L'Alliance s'abstiendra et ne votera pas contre les budgets du gouvernement », du moins à compter du printemps 2015. Le budget 2015 que l'Alliance avait imposé, devrait donc passer, avec des amendements du gouvernement. Mais l'accord vole en éclats en 2015.